# Japan Railways

Japan Railways logotyp.

Japan Railways, JR, är ett samlingsnamn för de sju järnvägsbolag som bildades när det statliga järnvägsbolaget JNR (Japanese National Railways) 1987 splittrades upp och privatiserades. Tillsammans utgör dessa företag Japan Railways Group (oftast kallat JR Group). Gruppen är endast en samarbetsorganisation, det finns inget ägarförhållande mellan de enskilda bolagen och gruppen.
De japanska snabbtågslinjerna, Shinkansen, körs alla av JR-bolag.
Flera av företagen i JR-gruppen har också linjebussverksamhet. Årligen görs 8,7 miljarder personresor med JR:s tåg till en total längd av 250 miljarder person-km (siffror för 2005)

## Bakgrund
Successivt under efterkrigstiden varefter andelen bilar och flyglinjer ökade gick allt mindre andel av landets transporter på järnväg. JNR kunde inte hänga med den utvecklingen med effektiviseringar och att dra in olönsam verksamhet och började gå med förlust 1964. Försök med att öka intäkterna genom högre biljettpriser fick passagerarunderlaget att minska ytterligare. Personaleffektiviseringar ledde till långa konflikter med fackföreningarna och det statliga bolaget var under politisk press att hålla servicenivån uppe även på olönsamma linjer och göra nyinvesteringar. Investeringarna fick man lov att göra med hjälp av lån som 1987 var uppe i 25 biljoner yen. Det tillsattes en kommitté 1983 som i sin rapport 1985 kom fram till att en rekonstruktion av bolaget inte längre var möjlig och rekommenderade en privatisering och uppdelning i sex regionala trafikbolag, ett nationellt fraktbolag och några till bolag för kringverksamheten. 
Bolagen bildades 1987 i stort efter kommitténs förslag.

## Bolagen i Japan Railways Group

Karta som visar de ungefärliga verksamhetsområdena för varje bolag i JR Group. JR Kamotsu har verksamhet över hela landet.

De bolag som efter privatiseringen kom att bilda Japan Railways Group är:
| Namn             | Japanskt kortnamn | Japanskt formellt namn | Japanskt formellt namn (romaji) | Engelskt kortnamn | Engelskt namn                 | Verksamhetsområde       | Trafiktyp    |
| ---------------- | ----------------- | ---------------------- | ------------------------------- | ----------------- | ----------------------------- | ----------------------- | ------------ |
| JR Hokkaido      | JR北海道          | 北海道旅客鉄道         | Hokkaidō ryokaku tetsudō        | JR Hokkaido       | Hokkaido Railway Company      | Hokkaido                | Persontrafik |
| JR Higashi Nihon | JR東日本          | 東日本旅客鉄道         | Higashi-nihon ryokaku tetsudō   | JR East           | East Japan Railway Company    | Kanto, Tohoku           | Persontrafik |
| JR Tokai         | JR東海            | 東海旅客鉄道           | Tōkai ryokaku tetsudō           | JR Central        | Central Japan Railway Company | Tōkai                   | Persontrafik |
| JR Nishi Nihon   | JR西日本          | 西日本旅客鉄道         | Nishi-nihon ryokaku tetsudō     | JR West           | West Japan Railway Company    | Kansai Chugoku Hokuriku | Persontrafik |
| JR Shikoku       | JR四国            | 四国旅客鉄道           | Shikoku ryokaku tetsudō         | JR Shikoku        | Shikoku Railway Company       | Shikoku                 | Persontrafik |
| JR Kyushu        | JR九州            | 九州旅客鉄道           | Kyūshū ryokaku tetsudō          | JR Kyushu         | Kyushu Railway Company        | Kyushu                  | Persontrafik |
| JR Kamotsu       | JR貨物            | 日本貨物鉄道)          | Nippon kamotsu tetsudō          | JR Freight        | Japan Freight Railway Company | Hela Japan              | Godstrafik   |

1. 1 2  De engelska namnen används av bolaget i all kommunikation på engelska

De fyra bolagen JR Hokkaido, JR Shikoku, JR Kyushu och JR Kamotsu ansågs inte ha möjlighet att klara sig på marknadsmässiga grunder och fick statligt stöd genom en fond om 1,3 biljoner yen. Bolagen ägs fortfarande av en statlig institution Japan Railway Construction, Transport and Technology Agency, förutom JR Kyushu som numera är ett börsnoterat bolag. De tre bolagen JR Higashi Nihon, JR Tokai och JR Nishi Nihon är börsnoterade bolag.

## Infrastruktur
Vid bildandet av JR-bolagen 1987 överfördes infrastrukturen i respektive områden, med undantag för Shinkansen, till de nybildade bolagen. Uppdelningen mellan de sex persontrafikbolagen är geografisk. Det medför att flera linjer som tidigare trafikerades som en linje nu är delade mellan två eller fler bolag.
JR Kamotsu kör på persontrafikbolagens banor.

### Shinkansen

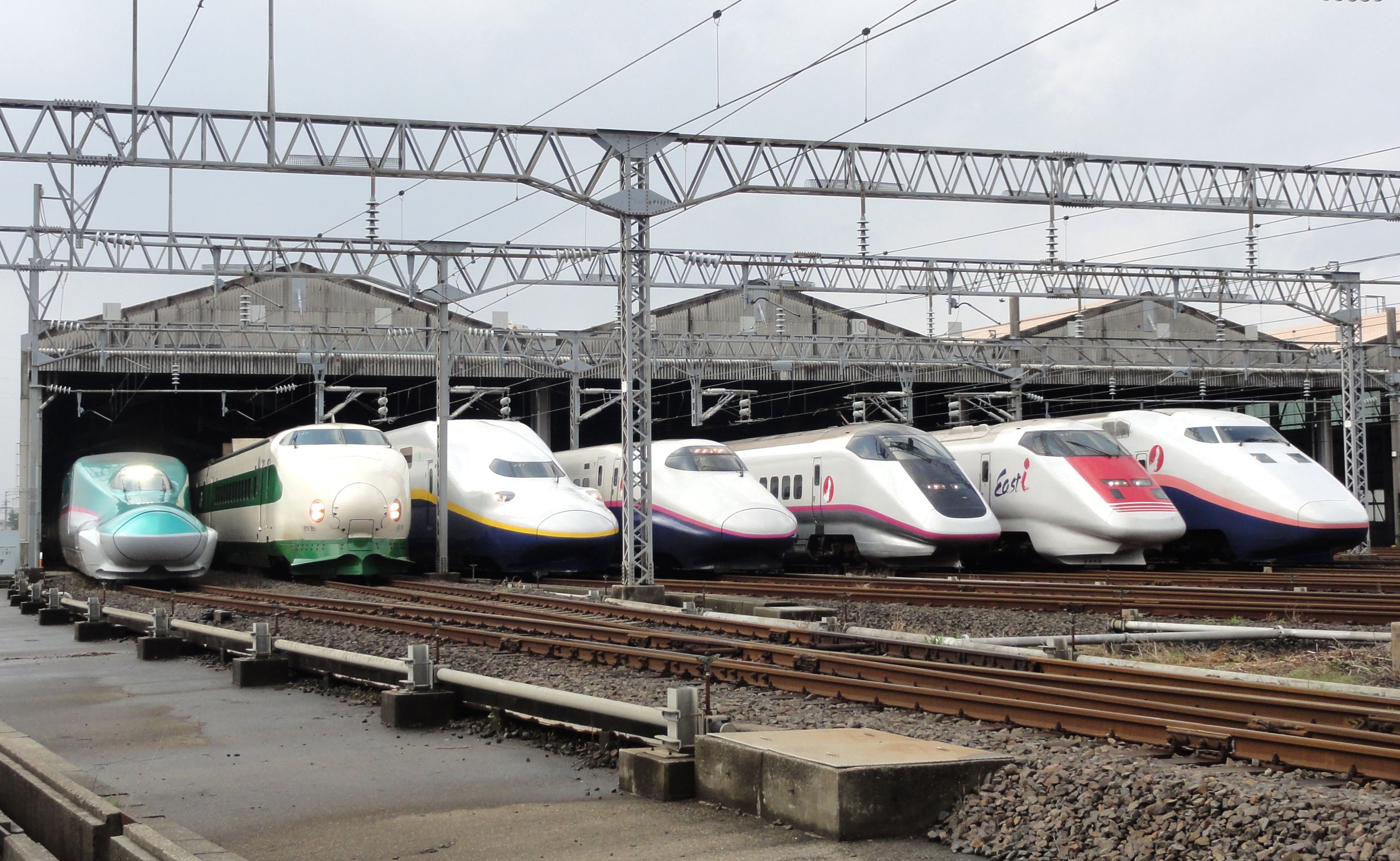
Shinkansen-tåg

De fyra existerande shinkansenlinjerna Tokaido Shinkansen, Sanyo Shinkansen, Tohoku Shinkansen  och Joetsu Shinkansen överfördes till nybildade Shinkansen Holding Corporation som leasade ut banorna till de trafikerande bolagen i Japan Railways Group vid privatiseringen 1987. Den geografiska uppdelningen gjordes inte lika strikt för Shinkansen för att det inte passade bra för den verksamheten. Således kör JR Tokai Tokaido Shinkansen, JR Nishi Nihon kör Sanyo Shinkansen och JR Higashi Nihon kör Tohoku Shinkansen och Joetsu Shinkansen. 1991 fick de trafikerande bolagen köpa ut linjerna på avbetalning.